# Arcediano
Arcediano é um município da Espanha na província de Salamanca, comunidade autónoma de Castela e Leão, de área 11,48 km² com população de 108 habitantes (2003) e densidade populacional de 9,41 hab./km².

## Demografia
| Variação demográfica do município entre 1991 e 2004 | Variação demográfica do município entre 1991 e 2004 | Variação demográfica do município entre 1991 e 2004 | Variação demográfica do município entre 1991 e 2004 |
| --------------------------------------------------- | --------------------------------------------------- | --------------------------------------------------- | --------------------------------------------------- |
| 1991                                                | 1996                                                | 2001                                                | 2004                                                |
|                                                     | 117                                                 | 105                                                 | 110                                                 |